# 瀬川功
瀬川 功（せがわ こう、旧姓：加瀬、1905年（明治38年）3月26日 - 1984年（昭和59年）11月2日）は、日本の小児科医師、陶磁器研究家、医学博士、医療法人瀬川小児病院 第3代院長、社団法人日本陶磁協会 第4代理事長。常陸宮正仁親王と清宮貴子内親王の元主治医。

## 略歴
- 1905年（明治38年）3月26日 - 誕生。
- 1931年（昭和6年）3月26日 - 東京帝国大学医学部卒業
- 東京大学医学部附属病院小児科助手
- 瀬川小児科病院第2代院長・瀬川昌世の婿養子となる。
- 1940年（昭和15年）8月1日 - 医学博士号（東京帝国大学）授与
- 宮内省侍医寮嘱託
- 東京大学医学部医学科 講師
- 1944年（昭和19年） - 同助教授 就任
- 同附属医専部 教授
- 1948年（昭和23年） - 同職退任
- 瀬川小児病院第3代院長
- 1959年（昭和34年） - この頃、瀬川邸（旧古市公威邸）の庭を苔庭に変え、茶室を建造。
- 1975年（昭和50年） - （社）日本陶磁協会 経理担当常任理事 就任
- 1976年（昭和51年） - 濱口雄彦の後を受けて（社）日本陶磁協会 第四代理事長 就任
- 1984年（昭和59年）11月2日 - 死去。
  - （社）日本陶磁協会の後任理事長には大河内信威が就いた。

## 著作物
博士論文
- 1940年（昭和15年） - 『小児期血清の流行性脳炎病原体中和能力に就て』 東京帝国大学

## 家族親族
- 義祖父：瀬川昌耆 - 医学博士、瀬川小児科病院初代院長
- 義祖父：古市公威 - 男爵・工学博士
- 養父：瀬川昌世 - 医学博士、瀬川小児科病院2代院長
- 兄：加瀬恭治 - 医学博士
- 長男：瀬川昌也 - 医学博士、瀬川小児神経学クリニック院長
  - 孫：瀬川祥子 - ヴァイオリニスト
- 三男：瀬川昌威 - （株）美味と健康 顧問
- 四男：瀬川昌輝 - （株）昌平不動産総合研究所 社長

## 参考資料
- 『昭和人名辞典』 日本図書センター
- 公益社団法人 日本陶磁協会